# Проденешть (Селаж)
Проденешть, Проденешті (рум. Prodănești) — село у повіті Селаж в Румунії. Входить до складу комуни Кряка.
Село розташоване на відстані 379 км на північний захід від Бухареста, 16 км на схід від Залеу, 55 км на північний захід від Клуж-Напоки.

## Населення
За даними перепису населення 2002 року у селі проживали 264 особи, усі — румуни. Усі жителі села рідною мовою назвали румунську.